# A Bullet for Joey
A Bullet for Joey (bra Cada Bala, uma Vida, ou Cada Bala uma Vida) é um filme americano de 1955, dos gêneros drama, policial, espionagem e suspense, dirigido por Lewis Allen, com roteiro de Daniel Mainwaring, James Benson Nablo e A. I. Bezzerides baseado no conto "Canada's Great Manhunt", de Stephen Brott, publicado na revista Coronet.

## Sinopse
Gângster americano é secretamente contratado por uma potência estrangeira para sequestrar um cientista atômico, mas se arrepende no momento decisivo. As mortes no caminho, entretanto, chamam a atenção da polícia, que se envolve numa trama internacional.

## Elenco
- Edward G. Robinson...Inspector Leduc
- George Raft...Joe Victor
- Audrey Totter...Joyce
- Peter van Eyck...Hartman
- George Dolenz...Macklin
- Peter Hansen...Fred

## Produção
Durante as filmagens, o filme teve os títulos provisórios de Canada's Great Manhunt e The Kill. Foi noticiado em setembro de 1954 que o escritor James Benson Nablo tentara obter a intervenção do Screen Writers Guild para resolver uma disputa com o produtor David Diamond, alegando que Diamond o havia procurado para que escrevesse o roteiro deste filme baseado no conto de Stephen Brott. No entanto, os estúdios já haviam contratado o roteirista Geoffrey Homes. Três meses depois, foi anunciado um acordo financeiro com Nablo. Geoffrey Homes assinou como Daniel Mainwaring.